# Orthetrum albistylum
Orthetrum albistylum е вид водно конче от семейство Libellulidae. Видът не е застрашен от изчезване.

## Разпространение
Разпространен е в Австрия, Албания, Босна и Херцеговина, България, Германия, Гърция, Иран, Италия, Казахстан, Киргизстан, Китай, Молдова, Монголия, Полша, Провинции в КНР, Северна Македония, Румъния, Русия, Северна Корея, Словакия, Словения, Сърбия, Таджикистан, Тайван, Туркменистан, Турция, Узбекистан, Унгария, Франция, Хърватия, Черна гора, Чехия, Швейцария, Южна Корея и Япония.
Регионално е изчезнал в Кипър.